# Aeropuerto de Sivas
El aeropuerto Sivas Nuri Demirag (IATA: VAS, OACI: LTAR) es un aeropuerto ubicado a 22 kilómetros (13,7 mi) al noroeste de Sivas, Turquía.

## Aerolíneas y destinos
Las siguientes aerolíneas operan vuelos regulares y chárter en el aeropuerto de Sivas:
| Ciudades | Aeropuerto                             | Aerolíneas                  |
| Turquía  | Turquía                                | Turquía                     |
| -------- | -------------------------------------- | --------------------------- |
| Estambul | Aeropuerto de Estambul                 | Turkish Airlines            |
| Estambul | Aeropuerto Internacional Sabiha Gökçen | AJet Pegasus Airlines       |
| Esmirna  | Aeropuerto de Esmirna-Adnan Menderes   | Pegasus Airlines SunExpress |